# (32457) 2000 SZ85
2000 SZ85 (asteroide 32457) é um asteroide da cintura principal. Possui uma excentricidade de 0.06507440 e uma inclinação de 11.37844º.
Este asteroide foi descoberto no dia 24 de setembro de 2000 por LINEAR em Socorro.